# Russian River (Californie)
La rivière Russian est un fleuve de Californie dont le cours, long de 161 km, débute dans les chaînes côtières californiennes, dans le comté de Mendocino, et s'achève dans l'océan Pacifique à 100 km au nord de la baie de San Francisco, près de la localité de Jenner.

## Hydrologie
Le débit moyen de cette rivière est de 40,5 m3/s à la hauteur de Healdsburg.

## Étymologie
La rivière doit son nom aux premiers trappeurs russes qui explorèrent ses environs au début du XIXe siècle et qui s'établirent à  Fort-Ross, situé à une vingtaine de kilomètres au nord-ouest de son embouchure. Ils la baptisèrent eux-mêmes sous le nom de Riv'yer Slavyanka.

## Aménagements
Les séquoias qui bordent ses rives, y attirèrent de nombreux bûcherons à la fin du XIXe siècle.

## Source
- (en) Cet article est partiellement ou en totalité issu de l’article de Wikipédia en anglais intitulé « Russian River (California) » (voir la liste des auteurs).